# Piko (співак)
Piko (11 березня 1988, Кобе) — японський J-pop-виконавець, відомий у світі завдяки здатності співати як чоловічим, та й жіночим голосами. Отримав популярність серед азійської молоді завдяки відео-роботам, поширеним через інтернет-ресурс Nico Nico Douga. Його kaomoji є "ﾋﾟωﾟｺ".

## Біографія
Музична кар'єра японського співака почалась за часів навчання у старшій школі, де він став солістом молодіжного гурту, та отримала розвиток під час навчання хлопця у коледжі.
У 2007 році юнак, прислухавшись до матері, вирішив поширити свої кавери на відомі пісні через популярний в Японії сайт Nico Nico Douga. Роботи хлопця отримали схильність публіки. 
Унікальна здатність співати як чоловічим, так і жіночим голосами, привернула до Piko увагу продюсерів і незабаром до нього почали надходити пропозиції щодо співпраці. У червні 2009 на світ з'явився перший сингл співака "Thanatos feat Tissue Hime". 
У березні 2010 року він підписав контракт із Sony Music Entertainment, отримавши статус major. Брав участь у фестивалі Japan Anime Live і став виконавцем ендінг до аніме Tegami Bachi і Gintama. Також його голос був використаний для створення нового вокалоїду серії Vocaloid2 - Utatane Piko. 
У жовтні 2010 року Piko відправляється в турне Європою. На сценах великих японських фестивалів Piko виконував кавери на пісні з відомих аніме, таких як One Piece, Naruto, Bleach тощо. 
Перший альбом 1PIKO був презентований 11 травня 2011 року, другий - 2PIKO - 30 травня 2012 року. 
У лютому 2013 року хлопець випустив новий альбом "Hitokoe - 42701340", який у лічені дні став одним із найбільш продаваних в Японії, а головна композиція "Tears In" очолила найкращі національні радіо-чарти.

## Дискографія

### Альбоми
- [2009.09.09] INFINITY (indie)
- [2011.05.11] 1PIKO
- [2012.05.30] 2PIKO
- [2013.02.20] Hitokoe-42701340

### Сингли
- [2009.07.22] タナトス feat.ティッシュ姫 / Thanatos feat. Tissue Hime (indie)
- [2010.10.13] Story
- [2010.12.08] 勿忘草 / Wasurenagusa
- [2011.03.09] 桜音 / Sakurane
- [2011.10.05] ユメハナ / Yume Hana
- [2012.04.25] 咲色リフレイン / Emiiro Refrain
- [2012.08.15] Make my day!
- [2013.06.05] 言ノ葉 / Kotonoha

### DVD
- [2011.12.21] Piko Live Tour 2011 ~ 1PIKO ~ "Piko no Natsu Matsuri"

## Вебсторінки
- Офіційний сайт (яп.)